# Cerisy
Cerisy és un municipi francès situat al departament del Somme i a la regió de Nord - Pas de Calais - Picardia. L'any 2007 tenia 435 habitants.

## Demografia

### Població

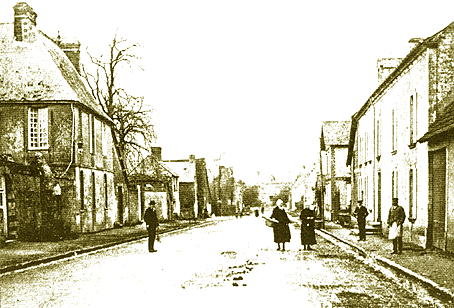
Escoles

El 2007 la població de fet de Cerisy era de 435 persones. Hi havia 175 famílies de les quals 55 eren unipersonals (40 homes vivint sols i 15 dones vivint soles), 51 parelles sense fills, 62 parelles amb fills i 7 famílies monoparentals amb fills.
La població ha evolucionat segons el següent gràfic:
Habitants censats

### Habitatges
El 2007 hi havia 313 habitatges, 178 eren l'habitatge principal de la família, 122 eren segones residències i 12 estaven desocupats. Tots els 280 habitatges eren cases. Dels 178 habitatges principals, 153 estaven ocupats pels seus propietaris, 23 estaven llogats i ocupats pels llogaters i 2 estaven cedits a títol gratuït; 11 tenien dues cambres, 29 en tenien tres, 54 en tenien quatre i 84 en tenien cinc o més. 117 habitatges disposaven pel capbaix d'una plaça de pàrquing. A 77 habitatges hi havia un automòbil i a 81 n'hi havia dos o més.

### Piràmide de població

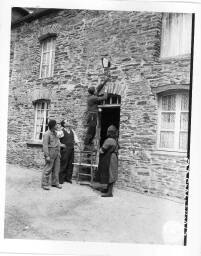
Alliberament de Cesiry

La piràmide de població per edats i sexe el 2009 era:
| Homes | Edats   | Dones |
| ----- | ------- | ----- |
| 0     | 95 o +  | 4     |
| 0     | 90 a 94 | 0     |
| 4     | 85 a 89 | 8     |
| 8     | 80 a 84 | 4     |
| 4     | 75 a 79 | 12    |
| 0     | 70 a 74 | 8     |
| 8     | 65 a 69 | 4     |
| 24    | 60 a 64 | 24    |
| 8     | 55 a 59 | 8     |
| 4     | 50 a 54 | 16    |
| 8     | 45 a 49 | 12    |
| 20    | 40 a 44 | 12    |
| 16    | 35 a 39 | 20    |
| 20    | 30 a 34 | 4     |
| 12    | 25 a 29 | 8     |
| 4     | 20 a 24 | 8     |
| 8     | 15 a 19 | 4     |
| 16    | 10 a 14 | 12    |
| 16    | 5 a 9   | 28    |
| 12    | 0 a 4   | 16    |

## Economia

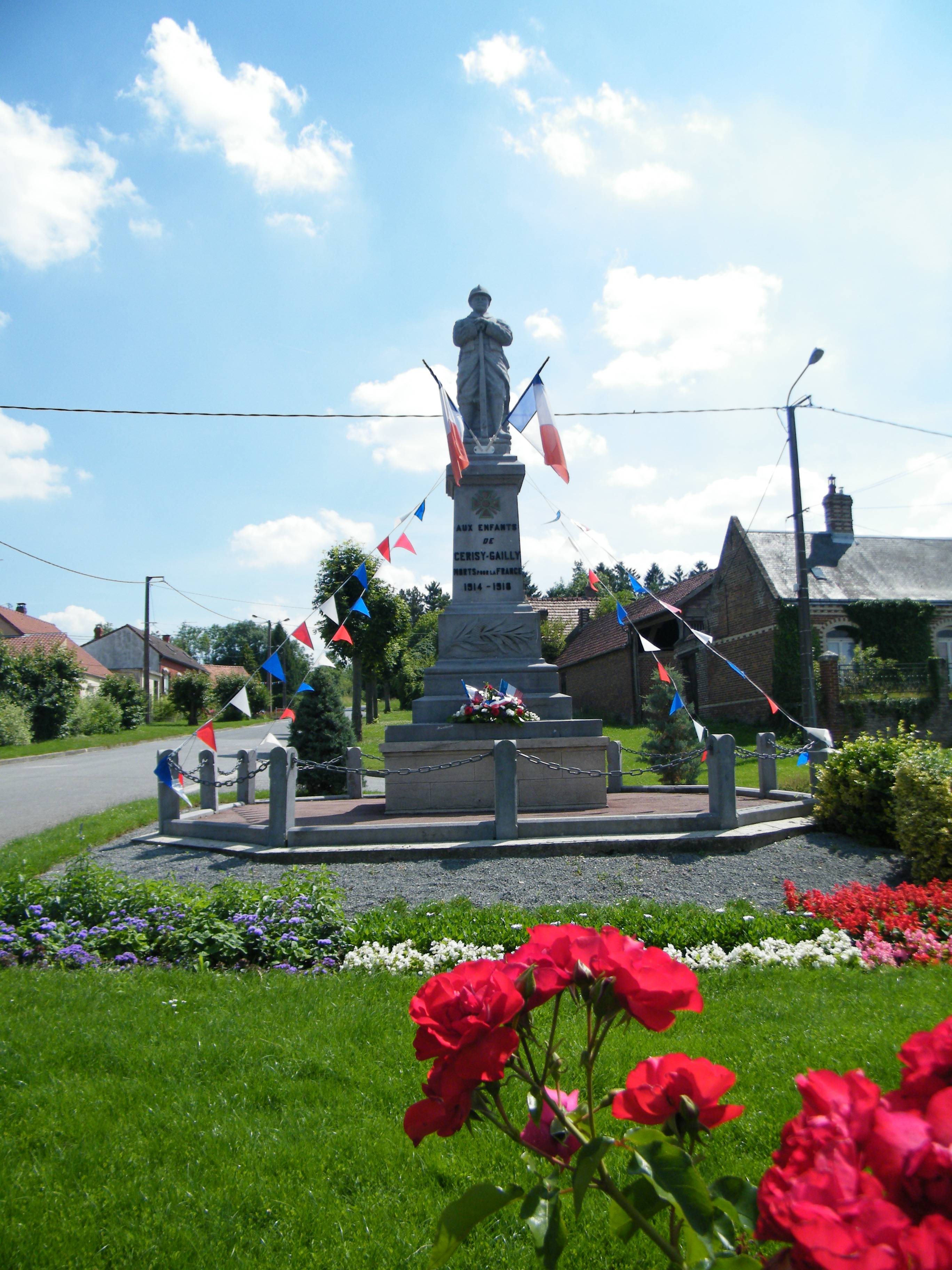

El 2007 la població en edat de treballar era de 288 persones, 195 eren actives i 93 eren inactives. De les 195 persones actives 158 estaven ocupades (94 homes i 64 dones) i 36 estaven aturades (17 homes i 19 dones). De les 93 persones inactives 34 estaven jubilades, 15 estaven estudiant i 44 estaven classificades com a «altres inactius».

### Ingressos
El 2009 a Cerisy hi havia 195 unitats fiscals que integraven 481 persones, la mediana anual d'ingressos fiscals per persona era de 15.743 €.

### Activitats econòmiques
Dels 14 establiments que hi havia el 2007, 1 era d'una empresa extractiva, 4 d'empreses de fabricació d'altres productes industrials, 2 d'empreses de construcció, 3 d'empreses de comerç i reparació d'automòbils, 1 d'una empresa de transport, 1 d'una empresa d'hostatgeria i restauració, 1 d'una empresa financera i 1 d'una empresa de serveis.
L'únic servei als particulars que hi havia el 2009 era una fusteria.
L'any 2000 a Cerisy hi havia 13 explotacions agrícoles que ocupaven un total de 774 hectàrees.

## Equipaments sanitaris i escolars
El 2009 hi havia una escola elemental integrada dins d'un grup escolar amb les comunes properes formant una escola dispersa.

## Poblacions més properes
El següent diagrama mostra les poblacions més properes.